# Lorenzo (Showreiter)

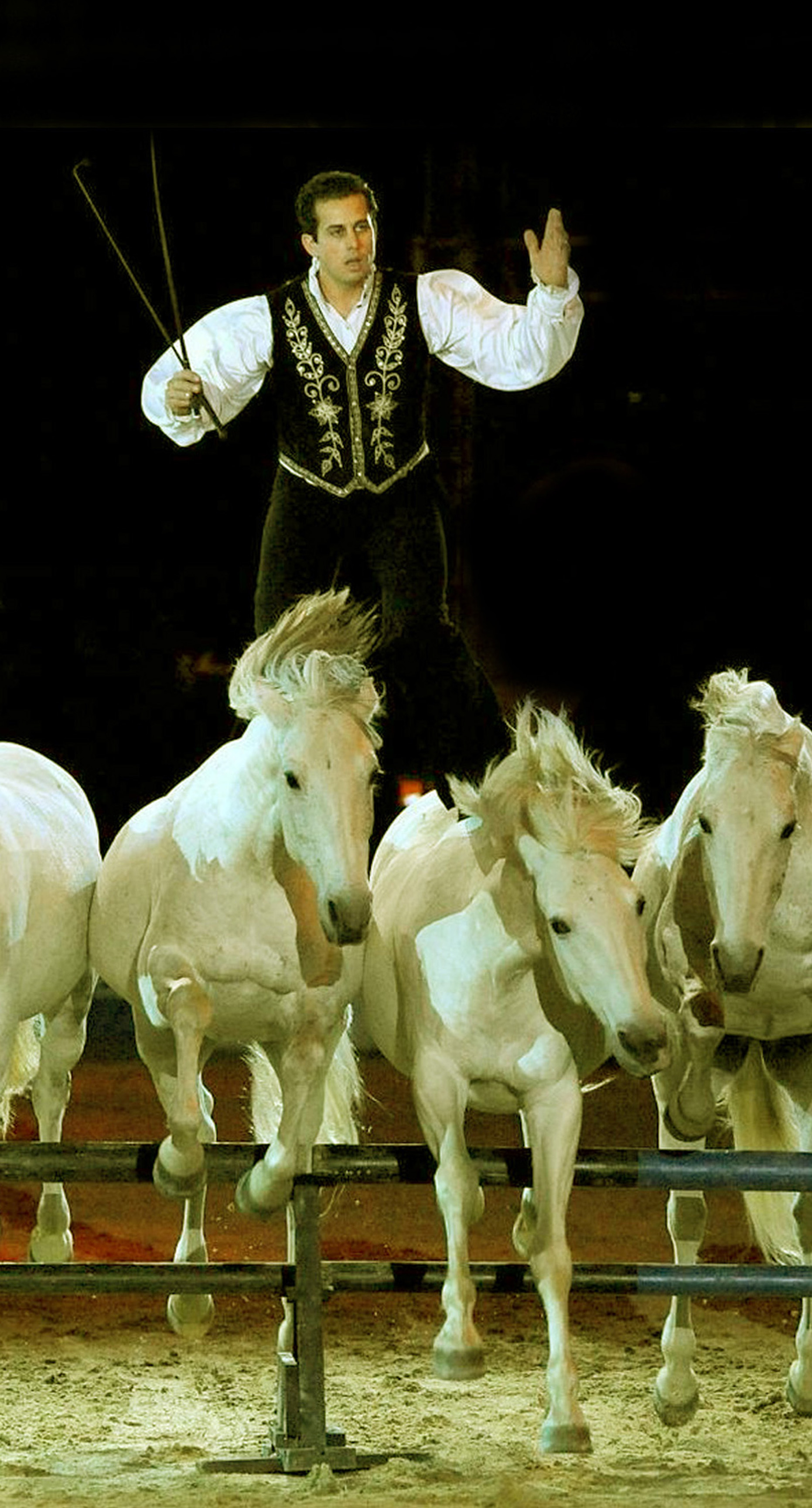
Lorenzo (Januar 2016)

Lorenzo – The Flying Frenchman (*  1977 in Saintes-Maries-de-la-Mer, Camargue, als Laurent Serre), in Deutschland auch Der fliegende Franzose ist ein französischer Showreiter.

## Werdegang
Auf dem Pferd seiner Eltern begann er sechsjährig zu reiten, siebenjährig wechselte er ins Voltigierlager, da ihn die klassische Reitweise langweilte. Während der Ferien trainierte er mit Zirkusartisten. Zwölfjährig ritt er in seinem Dorf bei kleineren Showauftritten und nannte sich fortan Lorenzo. Mit siebzehn war er erstmals auf Deutschland-Tournee, die Beginn seiner „Lorenzo International Horse Show“ war.
Da er sich 18-jährig bei einem Sturz schwer verletzte, baute er seine Stehnummer, die er bislang nur als Zugabe zeigte, zur Hauptattraktion um. Aufgrund lukrativer Angebote brach er mit 19 sein Studium ab.
Er tritt weltweit auf Weltcup-Turnieren und Pferdemessen auf. 2008 war er anlässlich der Olympia London International Horse Show mit 10 Pferden in London zu Gast. Bei der HOP TOP Show 2011 in Essen trat er mit 12 Pferden auf, genauso 2012 zur Adrenaline show in Londons ExCel centre. Im November 2014 trat er auf der Madrid Horse Week auf.